# АЭС Ои
АЭС Ои (яп. 大飯発電所) — атомная электростанция в Японии.
Станция расположена на западе японского острова Хонсю на побережье Японского моря близ одноимённого посёлка в префектуре Фукуи.
Станция, заложенная в 1972 году включает в себя четыре реактора типа PWR, мощность первых двух разработки Westinghouse составляет 1175 МВт, третьего и четвертого производства Mitsubishi — 1180 МВт. Общая мощность АЭС Ои составляет 4710 МВт, которая позволяет ей входить в десятку самых мощных АЭС мира, тем не менее, уступает мощности крупнейшей АЭС Японии — Касивадзаки-Карива.
15 сентября 2013 года была остановлена последняя из череды японских АЭС, останавливаемых одна за другой после аварии на АЭС Фукусима. Были остановлены два реактора — третий и четвертый. Напомним, что все АЭС Японии были остановлены в 2011 году, но в мае 2012 года правительство Японии решило перезапустить два реактора АЭС Ои на неопределенное время в связи с угрозой энергодефицита в стране. Реакторы проработали до сентября 2013 года.
Будучи последней остановленной, АЭС Ои вполне могла стать и первой перезапущенной АЭС Японии после введения новых требований безопасности к атомным электростанциям Японии. Решение о возобновлении работы реакторов АЭС Ои было принято еще в 2014 году. Тем не менее, 22 мая 2014 года Окружной суд Фукуи принял решение о недостаточности принятых мер безопасности на АЭС и в связи с этим отказе в перезапуске двух реакторов на станции до принятия дополнительных мер. Это решение было отменено Высоким судом Фукуи в марте 2017 года.
В декабре 2017 года компания-оператор объявила о намерении отказаться от эксплуатации первого и второго реактора АЭС из-за технический препятствий в их модернизации; эксплуатация третьего и четвёртого реакторов, напротив, будет возобновлена. Третий реактор вновь подключён к энергосистеме страны 14 марта 2018 года. 11 мая 2018 года был вновь подключён четвёртый реактор станции, а 15 июля 2022 года перезапущен физически.

## Инциденты
22 декабря 2005 года утром произошёл разрыв линии электропередач в связи с непогодой. Сильные ветер и снегопад привели к аварии, реактор был остановлен.
6 августа 2012 года на единственной на тот момент работающей АЭС Японии, возникла нештатная ситуация. Случился сбой в системе охлаждения реактора, в результате в автоматическом режиме был запущен резервный насос. Причиной аварии стало попадание воды в дизельный генератор.

## Информация об энергоблоках
| Энергоблок | Тип реакторов   | Мощность | Мощность | Начало строительства | Физпуск    | Подключение к сети | Ввод в эксплуатацию | Закрытие   |
| Энергоблок | Тип реакторов   | Чистый   | Брутто   | Начало строительства | Физпуск    | Подключение к сети | Ввод в эксплуатацию | Закрытие   |
| ---------- | --------------- | -------- | -------- | -------------------- | ---------- | ------------------ | ------------------- | ---------- |
| Ои-1       | PWR, W (4-loop) | 1120 МВт | 1175 МВт | 26.10.1972           | 02.12.1977 | 23.12.1977         | 27.03.1979          | 01.03.2018 |
| Ои-2       | PWR, W (4-loop) | 1120 МВт | 1175 МВт | 08.12.1972           | 14.09.1978 | 11.10.1978         | 05.12.1979          | 01.03.2018 |
| Ои-3       | PWR, M (4-loop) | 1127 МВт | 1180 МВт | 03.10.1987           | 17.05.1991 | 07.06.1991         | 18.12.1991          | —          |
| Ои-4       | PWR, M (4-loop) | 1127 МВт | 1180 МВт | 13.06.1988           | 28.05.1992 | 19.06.1992         | 02.02.1993          | —          |